# Эстония на «Евровидении-2011»
Эстония участвовала на конкурсе песни Евровидение 2011 в Дюссельдорфе, Германия. Участника выбирали на национальном отборе Eesti Laul 2011, организованный Эстонской общественной телерадиовещательной корпорацией.

## Национальный отбор
Eesti Laul 2011 стал 3-м национальным отбором, в данном случае на конкурс песни Евровидение 2011. Он состоял из двух полуфиналов, которые состоялись 12 и 19 февраля 2011 года соответственно, и финала, который состоялся 26 февраля 2011 года. В финал вошли лучшие 10 песен из двух полуфиналов. Весь отбор вещался ETV и онлайн на сайте err.ee и на официальном сайте конкурса песни Евровидение eurovision.tv..

### Формат
Формат национального отбора стал состоять из двух полуфиналов и финала. Полуфиналы состоялись 12 и 19 февраля 2011 года соответственно, а финал — 26 февраля 2011 года. Все песни участвовали в полуфиналах, и лишь те, которые вошли в пятёрку сильнейших в обоих полуфиналах, прошли в финал. Результаты полуфиналов были определены с помощью жюри и телезрителей в соотношении 50/50. Победитель в финале определялся в два раунда. В первом раунде определялись две лучшие песни с помощью жюри и телезрителей в соотношении 50/50, а в суперфинале посредством телеголосования определялся победитель.

### Участники
В октябре 2010 года Эстонская общественная телерадиовещательная корпорация открыла приём заявок артистов и композиторов и их записей песен до 13 декабря 2010 года. Все артисты и композиторы должны были иметь эстонское гражданство или быть резидентами Эстонии. Всего было 140 добровольцев. Жюри из 11 членов отобрали из 110 участников лучших 20 артистов с их песнями, которые были объявлены на развлекательной программе Ringvaade 16 декабря 2010 года. В жюри вошли Тоомас Пуна (программный директор радио Sky+), Ове Петерсель (главный директор радио Elmar), Эрик Морна (главный музыкальный редактор радио 2), Сиим Нестор (музыкальный журналист газеты Eesti Ekspress), Вальнер Вальме (музыкальный журналист газеты Postimees), Каупо Карельсон (Производственная компания Квадрат), Ингрид Котла (музыкальный редактор), Кристо Райасааре (Организатор музыкальной недели Рабароки и Таллина), Тауно Айнтс (композитор), Койт Раудсепп (Радио 2) и Анналииза Уусма (музыкант).
Из всех участников национального отбора была группа Opelipoiss, в составе которой был Яан Пехк, который в составе группы Ruffus представлял Эстонию на конкурсе песни Евровидение 2003. 20 декабря 2010 года была дисквалифицирована песня «Meeting the Wolf» («Встреча волков») в исполнении Янне Саар вследствие неправильного опубликования на YouTube до 1 сентября 2009 года. Эту песню заменила песня «Second Chance» («Второй шанс») в исполнении Тииу Кильк. 23 декабря 2010 года была дисквалифицирована песня «Ilusad inimesed» («Красивые люди») в исполнении Лайки Виргин и Фреди Шмидтом вследствие неправильного опубликования на YouTube до 1 сентября 2009 года. Её заменила песня «Unemati» («Коврик для сна») в исполнении дуэтом Meister ja Mari. 15 февраля 2011 года была дисквалифицирована песня «Jagatud öö» («Общая ночь») в исполнении Уку Сувисте, так как она была выпущена ещё в 2004 году.
| Артист                          | Песня                                   | Язык       | Перевод                            | Композитор(ы)                                           |
| ------------------------------- | --------------------------------------- | ---------- | ---------------------------------- | ------------------------------------------------------- |
| Ans. Andur                      | «Lapsed ja lennukid»                    | Эстонский  | «Дети и самолёты»                  | Madis Aesma, Mihkel Kirss, Gert Pajuväli, Madis Kriss   |
| ELMAYONESA                      | «Kes ei tantsi, on politsei»            | Эстонский  | «Те, кто не танцует, полицейские»  | Nicolas Behler, Nora Reitel, Helen Heinmäe              |
| Геттер Яани                     | «Rockefeller Street»                    | Английский | «Улица Рокфеллера»                 | Свен Лыхмус                                             |
| Ithaka Maria                    | «Hopa’pa-rei!»                          | Английский | «Хопа-па-рей!»                     | Ithaka Maria Rahula, Peeter Pruuli                      |
| Яна Каск                        | «Don’t Want Anything»                   | Английский | «Ничего не хочу»                   | Jakko Maltis, Яна Каск                                  |
| Kait Tamra                      | «Lubadus»                               | Эстонский  | «Обещаю»                           | Kait Tamra                                              |
| Marilyn Jurman & Karl Kanter    | «Veel on aega»                          | Эстонский  | «Время ещё есть»                   | Marilyn Jurman, Karl Kanter                             |
| Meister ja Mari                 | «Unemati»                               | Эстонский  | «Мистер Сэндмен»                   | Mari Meentalo                                           |
| MID                             | «Smile»                                 | Английский | «Лицо»                             | Markus Robam                                            |
| Mimicry                         | «The Storm»                             | Английский | «Шторм»                            | Paul Lepasson, Timmo Linnas, Kene Vernik, Jaanus Telvar |
| Noorkuu                         | «Be My Saturday Night»                  | Английский | «Будь моим субботним вечером»      | Mart Vainu                                              |
| Outloudz                        | «I Wanna Meet Bob Dylan»                | Английский | «Хочу встретиться с Бобом Диланом» | Стиг Ряста, Fred Krieger                                |
| Orelipoiss                      | «Valss»                                 | Эстонский  | «Вальс»                            | Яан Пехк                                                |
| Rolf Junior                     | «All & Now»                             | Английский | «Всё и сейчас»                     | Рольф Роосалу, Liis Lass                                |
| Shirubi Ikazuchi                | «St. Cabah»                             | Английский | «Сент-Каба»                        | Silvi Pilt                                              |
| София Рубина                    | «My Melody»                             | Английский | «Моя мелодия»                      | София Рубина, Talis Paide                               |
| Sõpruse puiestee & Merili Varik | «Rahu, ainult rahu» (Peace, only peace) | Эстонский  | «Мир, только мир»                  | Аллан Вайнола, Mait Vaik                                |
| Tiiu Kiik                       | «Second Chance»                         | Английский | «Второй шанс»                      | Tiiu Kiik                                               |
| Victoria                        | «Baby Had You»                          | Английский | «Ребёнок у вас»                    | Viktoriya Suslova, Sten Pulkkanen                       |

### 1-й полуфинал
1-й полуфинал состоялся 12 февраля 2011 года в студии Эстонской общественной телерадиовещательной корпорации, провели его Пирет Ярвис и Ленна Куурмаа. Из 10 песен в финал прошли песни, вошедшие в пятёрку сильнейших. Всего от жюри и телезрителей было получено 22,499 голосов. В жюри 1-го полуфинала входили Тынис Каху, Вальнет Вальме, Инес, Ове Петерсель, Олав Осолин, Маре Вальятага, Биргит Ыйгемеэль, Тауно Айнтс, Леен Кадакас, Карель Каттай и Рауль Вайгла.
| 1 полуфинал — 12 февраля 2011 | 1 полуфинал — 12 февраля 2011 | 1 полуфинал — 12 февраля 2011 | 1 полуфинал — 12 февраля 2011 | 1 полуфинал — 12 февраля 2011      | 1 полуфинал — 12 февраля 2011 | 1 полуфинал — 12 февраля 2011 | 1 полуфинал — 12 февраля 2011 | 1 полуфинал — 12 февраля 2011 | 1 полуфинал — 12 февраля 2011 |
| Номер                         | Артист                        | Песня                         | Язык                          | Перевод                            | Жюри                          | Телезрители                   | Телезрители                   | Всего                         | Место                         |
| ----------------------------- | ----------------------------- | ----------------------------- | ----------------------------- | ---------------------------------- | ----------------------------- | ----------------------------- | ----------------------------- | ----------------------------- | ----------------------------- |
| 1                             | Marilyn Jurman & Karl Kanter  | «Veel on aega»                | Эстонский                     | «Время ещё есть»                   | 1                             | 603                           | 2                             | 3                             | 10                            |
| 2                             | ELMAYONESA                    | «Kes ei tantsi, on politsei»  | Эстонский                     | «Те, кто не танцует, полицейские»  | 2                             | 2325                          | 6                             | 8                             | 7                             |
| 3                             | Victoria                      | «Baby Had You»                | Английский                    | «Ребёнок у вас»                    | 8                             | 1939                          | 4                             | 12                            | 5                             |
| 4                             | Noorkuu                       | «Be My Saturday Night»        | Английский                    | «Будь моим субботним вечером»      | 5                             | 2381                          | 7                             | 12                            | 3                             |
| 5                             | Яна Каск                      | «Don’t Want Anything»         | Английский                    | «Ничего не хочу»                   | 7                             | 2222                          | 5                             | 12                            | 4                             |
| 6                             | Kait Tamra                    | «Lubadus»                     | Эстонский                     | «Обещаю»                           | 4                             | 1359                          | 3                             | 7                             | 8                             |
| 7                             | Ans. Andur                    | «Lapsed ja lennukid»          | Эстонский                     | «Дети и самолёты»                  | 6                             | 343                           | 1                             | 7                             | 9                             |
| 8                             | Meister ja Mari               | «Unemati»                     | Эстонский                     | «Мистер Сэндмен»                   | 3                             | 2444                          | 8                             | 11                            | 6                             |
| 9                             | Геттер Яани                   | «Rockefeller Street»          | Английский                    | «Улица Рокфеллера»                 | 9                             | 5857                          | 10                            | 19                            | 1                             |
| 10                            | Outloudz                      | «I Wanna Meet Bob Dylan»      | Английский                    | «Хочу встретиться с Бобом Диланом» | 10                            | 3026                          | 9                             | 19                            | 2                             |

### 2-й полуфинал
2-й полуфинал состоялся 19 февраля 2011 года в студии Эстонской общественной телерадиовещательной корпорации, провели его Пирет Ярвис и Ленна Куурмаа. Из 9 песен в финал прошли песни, вошедшие в пятёрку сильнейших. Всего от жюри и телезрителей было получено 22,499 голосов. В жюри 2-го полуфинала входили Тынис Каху, Вальнет Вальме, Инес, Ове Петерсель, Олав Осолин, Маре Вальятага, Биргит Ыйгемеэль, Тауно Айнтс, Леен Кадакас, Карель Каттай и Рауль Вайгла.
| 2-й полуфинал — 19 февраля 2011 | 2-й полуфинал — 19 февраля 2011 | 2-й полуфинал — 19 февраля 2011 | 2-й полуфинал — 19 февраля 2011 | 2-й полуфинал — 19 февраля 2011 | 2-й полуфинал — 19 февраля 2011 | 2-й полуфинал — 19 февраля 2011 | 2-й полуфинал — 19 февраля 2011 | 2-й полуфинал — 19 февраля 2011 | 2-й полуфинал — 19 февраля 2011 |
| Номер                           | Артист                          | Песня                           | Язык                            | Перевод                         | Жюри                            | Телезрители                     | Телезрители                     | Всего                           | Место                           |
| ------------------------------- | ------------------------------- | ------------------------------- | ------------------------------- | ------------------------------- | ------------------------------- | ------------------------------- | ------------------------------- | ------------------------------- | ------------------------------- |
| 1                               | Sõpruse puiestee & Merili Varik | «Rahu, ainult rahu»             | Эстонский                       | «Мир, только мир»               | 2                               | 1328                            | 6                               | 8                               | 6                               |
| 2                               | Shirubi Ikazuchi                | «St. Cabah»                     | Английский                      | «Сент-Каба»                     | 3                               | 403                             | 3                               | 6                               | 7                               |
| 3                               | София Рубина                    | «My Melody»                     | Английский                      | «Моя мелодия»                   | 4                               | 203                             | 2                               | 6                               | 8                               |
| 4                               | Mimicry                         | «The Storm»                     | Английский                      | «Шторм»                         | 7                               | 547                             | 4                               | 11                              | 4                               |
| 5                               | Orelipoiss                      | «Valss»                         | Эстонский                       | «Вальс»                         | 9                               | 1953                            | 8                               | 17                              | 1                               |
| 6                               | Tiiu Kiik                       | «Second Chance»                 | Английский                      | «Второй шанс»                   | 1                               | 197                             | 1                               | 2                               | 9                               |
| 7                               | MID                             | «Smile»                         | Английский                      | «Лицо»                          | 8                               | 1403                            | 7                               | 15                              | 3                               |
| 8                               | Ithaka Maria                    | «Hopa’pa-rei!»                  | Английский                      | «Хопа-па-рей!»                  | 6                               | 5751                            | 9                               | 15                              | 2                               |
| 9                               | Rolf Junior                     | «All & Now»                     | Английский                      | «Всё и сейчас»                  | 5                               | 1285                            | 5                               | 10                              | 5                               |

### Финал
Финал состоялся 26 февраля 2011 года в Nokia Concert Hall в Таллине, провели его Пирет Ярвис, Ленна Куурмаа и Отт Сепп. В финал прошли 10 песен, по пять из обоих полуфиналов. В первом раунде голосовали жюри и телезрители (соотношение 50/50), отобрав две лучшие песни. Две из них, занявшие первые два места в первом раунде, проходят в суперфинал, где определяется победитель. Ими стали «Rockefeller Street» в исполнении Геттер Яани и «I Wanna Meet Bob Dylan» в исполнении Outloudz. Публичное голосование в первом раунде зарегистрировало 63,190 голосов. В суперфинале победила Геттер Яани с песней «Rockefeller Street» в голосовании телезрителей. Публичное голосование в суперфинале зарегистрировало 45,325 голосов. В жюри вошли Яанус Ныгисто, Иирис Весик, Эрик Морна, Вероника Портсмут, Chalice, Кристо Райсааре, Анналииза Уусмаа, Сиим Нестор, Пеетер Вяхи, Хелен Сильдна и Отт Лепланд.
| Финал — 26 февраля 2011 | Финал — 26 февраля 2011 | Финал — 26 февраля 2011  | Финал — 26 февраля 2011 | Финал — 26 февраля 2011            | Финал — 26 февраля 2011 | Финал — 26 февраля 2011 | Финал — 26 февраля 2011 | Финал — 26 февраля 2011 | Финал — 26 февраля 2011 | Финал — 26 февраля 2011 |
| Номер                   | Артист                  | Песня                    | Язык                    | Перевод                            | Жюри                    | Жюри                    | Телеголосование         | Телеголосование         | Всего                   | Место                   |
| ----------------------- | ----------------------- | ------------------------ | ----------------------- | ---------------------------------- | ----------------------- | ----------------------- | ----------------------- | ----------------------- | ----------------------- | ----------------------- |
| 1                       | Ithaka Maria            | «Hopa’pa-rei!»           | Английский              | «Хопа-па-рей!»                     | 52                      | 3                       | 12069                   | 9                       | 12                      | 5                       |
| 2                       | Rolf Junior             | «All & Now»              | Английский              | «Всё и сейчас»                     | 67                      | 6                       | 1548                    | 2                       | 8                       | 8                       |
| 3                       | Orelipoiss              | «Valss»                  | Эстонский               | «Вальс»                            | 81                      | 10                      | 5441                    | 6                       | 16                      | 3                       |
| 4                       | Геттер Яани             | «Rockefeller Street»     | Английский              | «Улица Рокфеллера»                 | 68                      | 7                       | 15679                   | 10                      | 17                      | 1                       |
| 5                       | Яна Каск                | «Don’t Want Anything»    | Английский              | «Ничего не хочу»                   | 74                      | 8                       | 3364                    | 5                       | 13                      | 4                       |
| 6                       | MID                     | «Smile»                  | Английский              | «Лицо»                             | 62                      | 5                       | 3264                    | 4                       | 9                       | 7                       |
| 7                       | Outloudz                | «I Wanna Meet Bob Dylan» | Английский              | «Хочу встретиться с Бобом Диланом» | 81                      | 9                       | 10747                   | 8                       | 17                      | 2                       |
| 8                       | Mimicry                 | «The Storm»              | Английский              | «Шторм»                            | 32                      | 2                       | 885                     | 1                       | 3                       | 10                      |
| 9                       | Noorkuu                 | «Be My Saturday Night»   | Английский              | «Будь моим субботним вечером»      | 31                      | 1                       | 3121                    | 3                       | 4                       | 9                       |
| 10                      | Victoria                | «Baby Had You»           | Английский              | «Ребёнок у вас»                    | 57                      | 4                       | 7072                    | 7                       | 11                      | 6                       |

| Подробное голосование жюри | Подробное голосование жюри | Подробное голосование жюри | Подробное голосование жюри | Подробное голосование жюри | Подробное голосование жюри | Подробное голосование жюри | Подробное голосование жюри | Подробное голосование жюри | Подробное голосование жюри | Подробное голосование жюри | Подробное голосование жюри | Подробное голосование жюри | Подробное голосование жюри |
| Номер                      | Песня                      | Я. Ныгисто                 | И. Весик                   | Э. Морна                   | В. Портсмут                | Chalice                    | К. Райсааре                | А. Уусмаа                  | С. Нестор                  | П. Вяхи                    | Х. Силдна                  | О. Лепланд                 | Всего                      |
| -------------------------- | -------------------------- | -------------------------- | -------------------------- | -------------------------- | -------------------------- | -------------------------- | -------------------------- | -------------------------- | -------------------------- | -------------------------- | -------------------------- | -------------------------- | -------------------------- |
| 1                          | «Hopa’pa-rei!»             | 4                          | 4                          | 3                          | 9                          | 6                          | 2                          | 3                          | 5                          | 6                          | 5                          | 5                          | 52                         |
| 2                          | «All & Now»                | 8                          | 7                          | 7                          | 1                          | 2                          | 4                          | 8                          | 9                          | 5                          | 8                          | 8                          | 67                         |
| 3                          | «Valss»                    | 1                          | 5                          | 10                         | 10                         | 10                         | 9                          | 9                          | 10                         | 1                          | 9                          | 7                          | 81                         |
| 4                          | «Rockefeller Street»       | 9                          | 9                          | 6                          | 5                          | 3                          | 5                          | 4                          | 8                          | 10                         | 3                          | 6                          | 68                         |
| 5                          | «Don’t Want Anything»      | 6                          | 6                          | 5                          | 6                          | 9                          | 3                          | 10                         | 7                          | 9                          | 4                          | 9                          | 74                         |
| 6                          | «Smile»                    | 3                          | 1                          | 9                          | 7                          | 8                          | 10                         | 7                          | 4                          | 2                          | 7                          | 4                          | 62                         |
| 7                          | «I Wanna Meet Bob Dylan»   | 10                         | 10                         | 8                          | 8                          | 7                          | 7                          | 5                          | 6                          | 4                          | 6                          | 10                         | 81                         |
| 8                          | «The Storm»                | 5                          | 3                          | 1                          | 4                          | 4                          | 6                          | 2                          | 2                          | 3                          | 1                          | 1                          | 32                         |
| 9                          | «Be My Saturday Night»     | 7                          | 2                          | 2                          | 3                          | 1                          | 1                          | 1                          | 3                          | 7                          | 2                          | 2                          | 31                         |
| 10                         | «Baby Had You»             | 2                          | 8                          | 4                          | 2                          | 5                          | 8                          | 6                          | 1                          | 8                          | 10                         | 3                          | 57                         |

| Суперфинал — 26 февраля 2011 | Суперфинал — 26 февраля 2011 | Суперфинал — 26 февраля 2011 | Суперфинал — 26 февраля 2011 | Суперфинал — 26 февраля 2011       | Суперфинал — 26 февраля 2011 | Суперфинал — 26 февраля 2011 |
| Номер                        | Артист                       | Песня                        | Язык                         | Перевод                            | Телеголосование              | Место                        |
| ---------------------------- | ---------------------------- | ---------------------------- | ---------------------------- | ---------------------------------- | ---------------------------- | ---------------------------- |
| 1                            | Outloudz                     | «I Wanna Meet Bob Dylan»     | Английский                   | «Хочу встретиться с Бобом Диланом» | 17223 (38 %)                 | 2                            |
| 2                            | Геттер Яани                  | «Rockefeller Street»         | Английский                   | «Улица Рокфеллера»                 | 28102 (62 %)                 | 1                            |

## Евровидение 2011
Эстонию на конкурсе песни Евровидение 2011 представила Геттер Яани с песней «Rockefeller Street». Эстония выступила во 2-м полуфинале, 12 мая 2011 года, под 15-м номером. Эстония заняла 9-е место во 2-м полуфинале с 60 баллами и прошла в финал. В финале она выступила под 8-м номером 14 мая 2011 года, получила 244 балла и заняла 24-е место.

### Баллы, данные Эстонией[13]

#### 2-й полуфинал
| 12 баллов | Швеция   |
| 10 баллов | Дания    |
| 8 баллов  | Латвия   |
| 7 баллов  | Украина  |
| 6 баллов  | Румыния  |
| 5 баллов  | Словения |
| 4 балла   | Беларусь |
| 3 балла   | Ирландия |
| 2 балла   | Австрия  |
| 1 балл    | Бельгия  |

|

#### Финал
| 12 баллов | Швеция      |
| 10 баллов | Дания       |
| 8 баллов  | Азербайджан |
| 7 баллов  | Финляндия   |
| 6 баллов  | Италия      |
| 5 баллов  | Россия      |
| 4 балла   | Испания     |
| 3 балла   | Грузия      |
| 2 балла   | Словения    |
| 1 балл    | Румыния     |

|}

| 12 баллов | Швеция         |
| 10 баллов | Азербайджан    |
| 8 баллов  | Финляндия      |
| 7 баллов  | Россия         |
| 6 баллов  | Грузия         |
| 5 баллов  | Дания          |
| 4 балла   | Ирландия       |
| 3 балла   | Великобритания |
| 2 балла   | Франция        |
| 1 балл    | Украина        |

| 12 баллов | Дания     |
| 10 баллов | Швеция    |
| 8 баллов  | Италия    |
| 7 баллов  | Испания   |
| 6 баллов  | Словения  |
| 5 баллов  | Румыния   |
| 4 балла   | Швейцария |
| 3 балла   | Сербия    |
| 2 балла   | Франция   |
| 1 балл    | Финляндия |

| 12 баллов           | 10 баллов            | 8 баллов           | 7 баллов | 6 баллов            |
| ------------------- | -------------------- | ------------------ | -------- | ------------------- |
|                     | - Ирландия           | - Латвия - Украина |          | - Беларусь - Швеция |
| 5 баллов            | 4 балла              | 3 балла            | 2 балла  | 1 балл              |
| - Австрия - Израиль | - Болгария - Франция | - Дания            |          | - Болгария          |

| 12 баллов | 10 баллов | 8 баллов | 7 баллов                                | 6 баллов  |
| --------- | --------- | -------- | --------------------------------------- | --------- |
|           |           |          | - Финляндия - Ирландия - Литва          | - Молдова |
| 5 баллов  | 4 балла   | 3 балла  | 2 балла                                 | 1 балл    |
| - Израиль | - Латвия  |          | - Беларусь - Дания - Норвегия - Украина |           |